# Black Ice
Black Ice je petnajsti album avstralske rock skupine AC/DC, ki je izšel 22. oktobra 2008.
AC/DC naj bi začeli delati na albumu januarja 2006, vendar je bilo delo prestavljeno zaradi poškodbe bas kitarista Cliffa Williamsa.
To je njihov prvi album po izdaji albuma Stiff Upper Lip leta 2000 — to je najdaljše obdobje med dvema albuma v zgodovini skupine.
Album so posneli v istem studiu kot Stiff Upper Lip.
V prvem tednu so prodali 1 762 000 kopij albuma — po svetu so razposlali 5 000 000 kopij.
Album je bil prvi na lestvici v 29 državah, vključno z Avstralijo, Kanado, Združenim kraljestvom in Združenimi državami Amerike.
V ZDA so v prvem tednu prodali 784 000 izvodov albuma.
Dobil je trojno platinasto oznako.
Januarja 2009 je bil album prodan v šestih milijonih izvodov.
Revija Rolling Stone je album uvrstila na 41. mesto na njihovi lestvici najboljših albumov v letu 2008.

## Seznam pesmi
| Št.             | Naslov                  | Dolžina |
| --------------- | ----------------------- | ------- |
| 1.              | „Rock N Roll Train‟     | 4:21    |
| 2.              | „Skies on Fire‟         | 3:34    |
| 3.              | „Big Jack‟              | 3:57    |
| 4.              | „Anything Goes‟         | 3:22    |
| 5.              | „War Machine‟           | 3:09    |
| 6.              | „Smash N Grab‟          | 4:06    |
| 7.              | „Spoilin' for a Fight‟  | 3:17    |
| 8.              | „Wheels‟                | 3:28    |
| 9.              | „Decibel‟               | 3:34    |
| 10.             | „Stormy May Day‟        | 3:10    |
| 11.             | „She Likes Rock N Roll‟ | 3:53    |
| 12.             | „Money Made‟            | 4:15    |
| 13.             | „Rock N Roll Dream‟     | 4:41    |
| 14.             | „Rocking All the Way‟   | 3:22    |
| 15.             | „Black Ice‟             | 3:25    |
| Skupna dolžina: | Skupna dolžina:         | 55:34   |